# Orde van Advocaten (België)
De Orde van Advocaten in België is de verzamelnaam van verschillende organisaties die optreden als wettelijke beroepsorganisatie van de advocatuur.  Er zijn 28 lokale ordes of balies, twee overkoepelde ordes en de balie van cassatie.  De wettelijke taken van de orde zijn opgenomen in het Gerechtelijk Wetboek (art. 495).  In België is elke advocaat verplicht lid van een lokale balie of orde.  Elk van deze balies wordt vertegenwoordigd in de overkoepelende ordes.  De orde waakt over de opleiding met onder meer de stage, de beroepsopleiding van advocaten-stagiairs en de permanente vorming van alle advocaten, de rechten en tuchtrechtelijke regels, de belangen van advocaat en rechtzoekende en andere gemeenschappelijke beroepsbelangen.
Met de wet van 4 juli 2001 werd de Belgische nationale Orde van Advocaten opgeheven en vervangen door twee overkoepelende ordes:
- Orde van Vlaamse Balies (OVB): de groepering van 8 ordes. De Orde van Vlaamse Balies (OVB) vertegenwoordigt alle, zijnde meer dan 10.500, Vlaamse advocaten en behartigt als beroepsorganisatie de belangen van de advocatuur. Bovendien ijvert ze voor een behoorlijke, efficiënte rechtsbedeling en vlotte toegang tot het recht voor de rechtzoekende.
- Orde van Franstalige en Duitstalige balies van België (Frans: l'Ordre des barreaux francophones et germanophone de Belgique): de groepering van 13 ordes, één per Waals gerechtelijk arrondissement en de l'Ordre français des avocats du barreau de Bruxelles, evenals de enige Duitstalige orde van advocaten (Duits: "eine deutschsprachige Anwaltskammer").

In navolging van de vergroting van de gerechtelijke arrondissementen zijn sommige balies gefusioneerd. Er is nu één balie voor de hele provincie in West-Vlaanderen, Antwerpen, Limburg en Luxemburg. Ook Luik en Hoei zijn gefusioneerd. In de overige provincies is er nog steeds één balie per oud gerechtelijk arrondissement. Daardoor zijn er nu acht Nederlandstalige, tien Franstalige en één Duitstalige balie.